# フォアアールベルクSバーン
フォアアールベルクSバーン (Vorarlberg S-Bahn) はオーストリアのフォアアールベルク州におけるSバーン（近郊鉄道交通システム）である。フォアアールベルク運輸連合 (Verkehrsverbund Vorarlberg, VVV) の一員であり、オーストリア連邦鉄道 (ÖBB) により運行されている。運行範囲はフォアアールベルク州に加え、ドイツのバイエルン州リンダウとスイスのザンクト・ガレン州ザンクト・マルグレーテンおよびブクス、さらにリヒテンシュタインにまで広がる。

## 歴史
2005年12月にボンバルディア・トランスポーテーション製の車両「タレント」で運行が開始され、車体には「Sバーン」の表示がされた。しかしVVVの時刻表では「Sバーン」の列車種別で掲載されたものの、当初ÖBBの時刻表ではレギオナルツーク（中距離電車）と掲載されていたが、のちに「S1」および「S3」の表記に変更された。2020年12月以降はモンタフォン鉄道の「S4」系統も同様の表記となっている。
2018年に4024形電車がシティジェットのデザインに合わせて更新された。これにより新しい外装塗装、座席カバー、および運行情報モニターが装備された。
乗客数の増加に合わせるため、2019年中期から新型車両である「タレント3」がSバーン路線に投入される予定であった。しかし運行承認のためのテストが遅れて、その間に既存「タレント」の改造が必要となった。ボンバルディアが2020年11月に「タレント3」は1両だけが試運転可能で、形式承認のための時間が必要と報告したため、ÖBBは改めて車両購入契約の入札を実施することにした。2021年8月にÖBBは「タレント3」の代わりに21両のシーメンス製「デジロML」を発注することを表明した。
2021年12月12日に「S5」系統が平日4往復限定で運行を開始した。同時にスイスのザンクト・ガレンSバーンの「S7」系統が週末にリンダウまで延長され、ザンクト・マルグレーテンとリンダウ間はフォアアールベルクSバーンの「S7」系統としても運行されるようになっている。

## 路線と運行形態
| 系統 | 運行経路 | 関連鉄道路線                                                         | 運行社局 | 運行開始       |
| ---- | --- | -------------------------------------------------------------------- | -------- | -------------- |
| S 1  | リンダウ島 - ブレゲンツ - ドルンビルン - フェルトキルヒ - ブルーデンツ                                                             | リンダウ - ブルーデンツ線                                            | ÖBB      | 2011年12月11日 |
| S 2  | フェルトキルヒ - ティシス - シャーン＝ファドゥーツ - ブクス                                                                        | フェルトキルヒ - ブクス線                                            | ÖBB      | 2022年12月11日 |
| S 3  | ブレゲンツ - ルステナウ - ザンクト・マルグレーテン                                                                                 | リンダウ - ブルーデンツ線、ザンクト・マルグレーテン - ラウテラッハ線 | ÖBB      | 2011年12月11日 |
| S 4  | ブルーデンツ - ザンクト・アントン・イム・モンタフォン - ブルンネンフェルト＝シュタレール - シュルンス                              | モンタフォン線                                                       | ÖBB      | 2012年12月9日  |
| R 5  | ザンクト・マルグレーテン - ルステナウ - ラウテラッハ - ドルンビルン（ - フェルトキルヒ）                                           | ザンクト・マルグレーテン - ラウテラッハ線、リンダウ - ブルーデンツ線 | ÖBB      | 2021年12月12日 |
| S 7  | ヴァインフェルデン - ズルゲン - ロマンスホルン - ロールシャッハ（ - ザンクト・マルグレーテン - ブレゲンツ - リンダウ＝ロイティン） |                                                                      | thurbo   | 2021年12月12日 |

### S1：リンダウ - ブルーデンツ
この路線はフォアアールベルクSバーンの路線の中で最も混雑している。ブレゲンツとブルーデンツ間で、深夜0時まで30分間隔で運行されている。主要な停車駅はブルーデンツ、ブレゲンツ、ドルンビルン、フェルトキルヒである。同じ方面のレギオナルエクスプレス（REX：快速）、インターシティ（特急）、レイルジェットを合わせて、1時間当たり4本の列車がこの路線で両方向に運行されている。

### S2：フェルトキルヒ - ブクス
リヒテンシュタインSバーンとして計画されていた路線であるが、リヒテンシュタイン市民の投票で出資が否決されたためフォアアールベルクSバーン「S2」系統に組み込まれた。SバーンとREXが運行している。一定間隔運行は実施されていない。

### S3：ブレゲンツ - ザンクト・マルグレーテン
朝6時から深夜0時まで1時間間隔で、平日20時までは30分間隔で運行されている。主要な停車駅はルステナウである。終点のザンクト・マルグレーテンではザンクト・ガレンSバーンと接続している。

### S4：シュルンス - ブルーデンツ
おおむね30分間隔、夜間は1時間間隔で運行されている。

### R5：ザンクト・マルグレーテン - フェルトキルヒ
当初はルステナウ - ドルンビルン間（一部フェルトキルヒまで乗り入れ）の運行であったが、2022/23年のダイヤ改正に伴いザンクト・マルグレーテンまで延伸され、系統名も「S5」から「R5」に変更された。

### S7：リンダウ - ヴァインフェルデン
この区間を運行するÖBB列車はREXとして時刻表に掲載されている。

## 運用車両

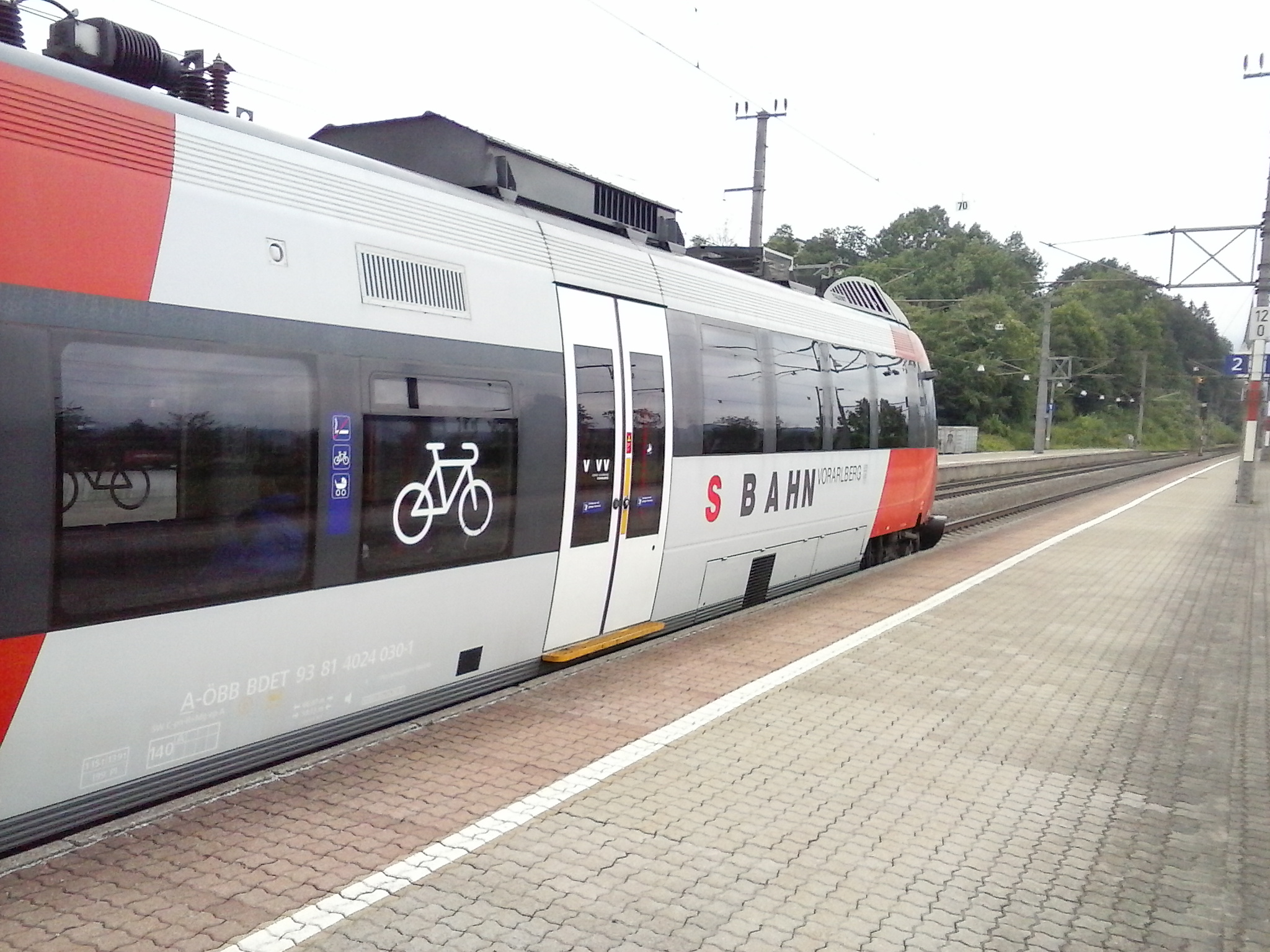
フォアアールベルクSバーンの4024形電車

ÖBBの4024形電車（第1世代「タレント」）が運用されている。2021年8月に4748形電車（「デジロML」）が登場した。S7系統ではシュタッドラー・レール製車両も運用に入っている。